# Hoogend (Sneek)
Het Hoogend is een doorgaande straat in de binnenstad van Sneek.
De straat is vernoemd naar een van de hoger gelegen delen van de Sneker binnenstad, voordat de grachtengordel (ruim voor 1500) aan de zuid- en oostzijde werd uitgebreid. Het Hoogend bestaat uit een noordelijke en zuidelijke zijde, met in het midden de voormalige handelshaven van Sneek. Het zuiden van het Hoogend werd voorheen Nieuwe Stadt genoemd.
Aan het Hoogend bevinden zich diverse rijksmonumenten, waaronder 't Fluithuis, het Twentsch Bierhuis en Hoogend 24. De bekende Waterpoort ligt op de plaats waar het Hoogend aan de zuidzijde overgaat in de Lemmerweg en is aan de noordzijde met een trap aan de straat verbonden.
De brug die de noord- en zuidzijde verbindt heet Hoogendsterbrug.